# Вільгельм Шмід
Вільгельм Шмід (нім. Wilhelm Schmid, 15 травня 1812, Винники — 25 березня 1872, Львів) — архітектор. Народився у Винниках. Від 1835 року працював у Львові. Ад'юнкт будівельного департаменту Галицького намісництва. Проєктував житлові та адміністративні будинки у стилі пізнього класицизму з елементами бідермаєру та історизму. Працював на залізниці. Помер у Львові 25 березня 1872 року. Похований на Личаківському цвинтарі.

## Роботи у Львові
- Житловий будинок на нинішній вулиці Руставелі, 28 (не збережений)[5].
- Продовжив будівництво котеджів на Софіївці після Флоріана Ондерки і Йогана Зальцмана (не збереглись)[6].
- Дім Владислава Єльського на вулиці Міцкевича (нині Листопадового чину), 28 (1835—1838). Посередині колонного портика існувала фігура Матері Божої авторства Йогана Шімзера чи Павла Евтельє, нині втрачена[7].
- Дім Вензля Худетца на площі Міцкевича, 9 у Львові (1839, не збережений)[8].
- Нереалізований проєкт нового будинку школи при монастирі бенедиктинок у Львові. Датований 1839 роком. Мав постати при південному пряслі монастирського муру[9].
- Переобладнання штабу Генеральної військової комендатури на готель «Англійський» у 1840 році. Існував на місці нинішнього Етнографічного музею, що на проспекті Свободи, 15. Фасад було прикрашено рельєфами, що було рідкістю для архітектури пізнього класицизму у Львові після 1835 року[10]
- Дім Петра Міколаша на площі Смольки (нині площа Генерала Григоренка), 4 (1840). Не збережений, на його місці колишня прибуткова кам'яниця початку XX століття[7].
- Дім військової прокуратури на нинішній площі Соборній, 6 у Львові (1839—1840, співавтор Флоріан Ондерка)[11].
- Перебудова палацу Орловського на вулиці Пекарській, 13. Збереглись два проєкти 1854 і 1855 років[12].
- Перебудова палацу Замойських на вулиці Зеленій, 24 (1848—1852, рельєфи ймовірно Павла Евтельє)[13].
- Перебудова житлового будинку на вулиці Краківській, 17 у Львові (1852)[14].
- Перебудова споруди Оссолінеуму у Львові, після Йогана Зальцмана (1840—1850 роки). Тепер вулиця Стефаника[15].
- Керівництво відбудовою львівської ратуші у 1849—1851 роках. Проект Йогана Зальцмана[16].
- Будинок на нинішньому проспекті Шевченка, 22 (1852)[17].
- Реконструкція кам'яниці на нинішній вулиці Винниченка, 10 у Львові (1856)[18].
- Перебудова синагоги «Осе Тов» вулиці бічній Сикстуській (нині Банківська) у 1857 році. Будівля набула рис неороманського стилю[19].
- Проєкт Народного дому у Львові 1851—1864, будівництво вів Сильвестр Гавришкевич[20].
- Реконструкція будинку на вулиці Галицькій, 16 (1868)[21].

## Галерея

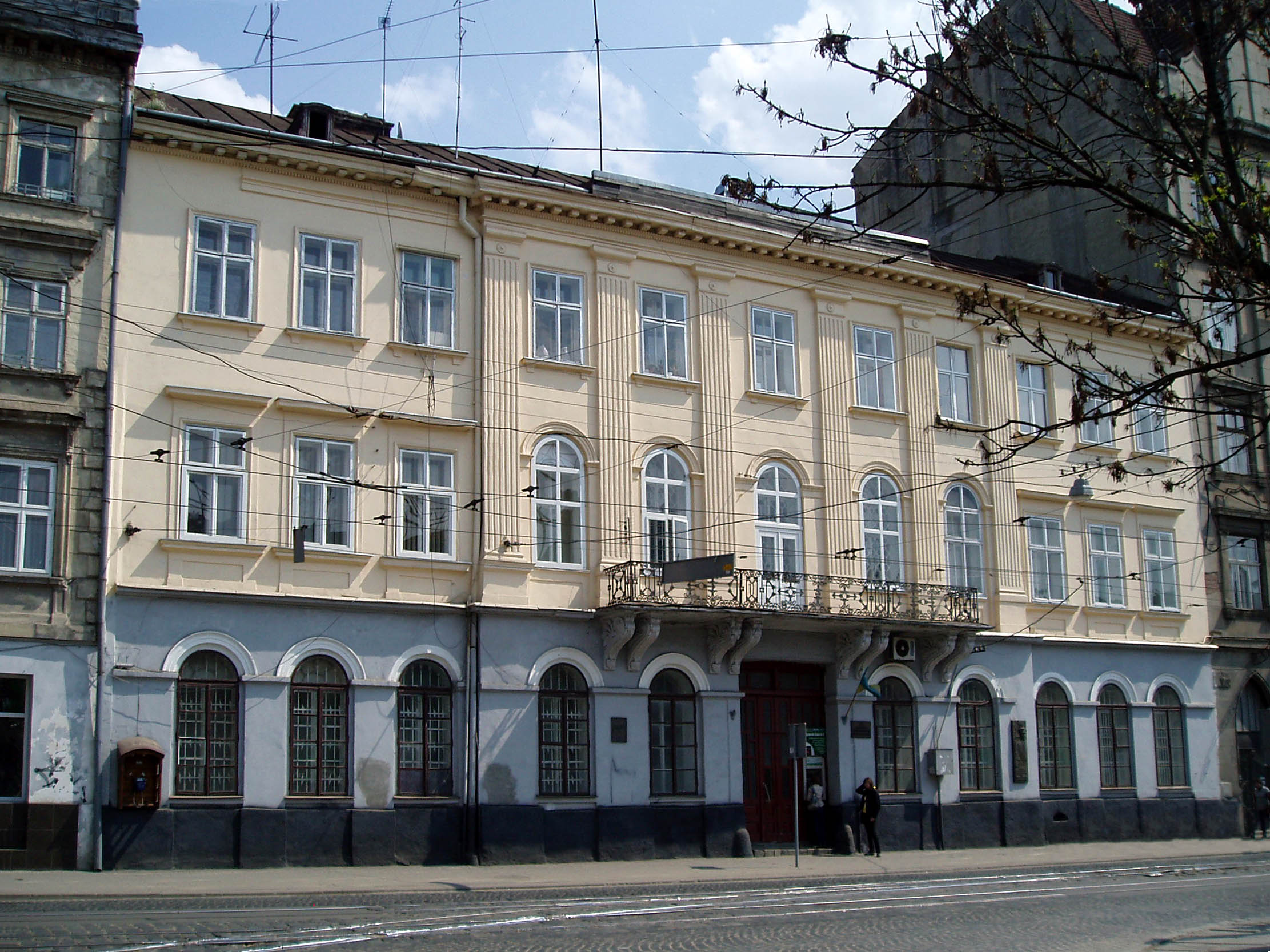
Колишній дім військової прокуратури
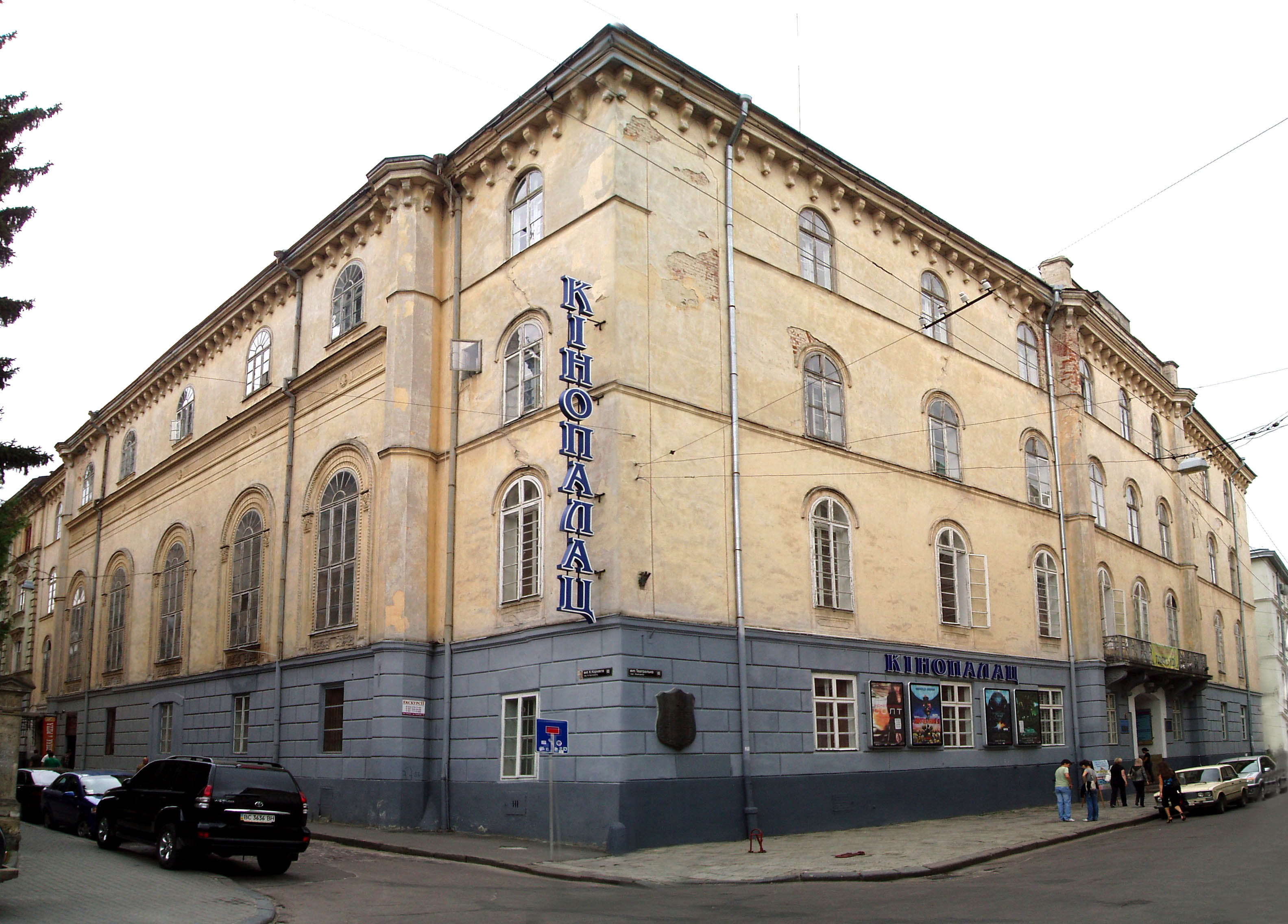
Народний дім
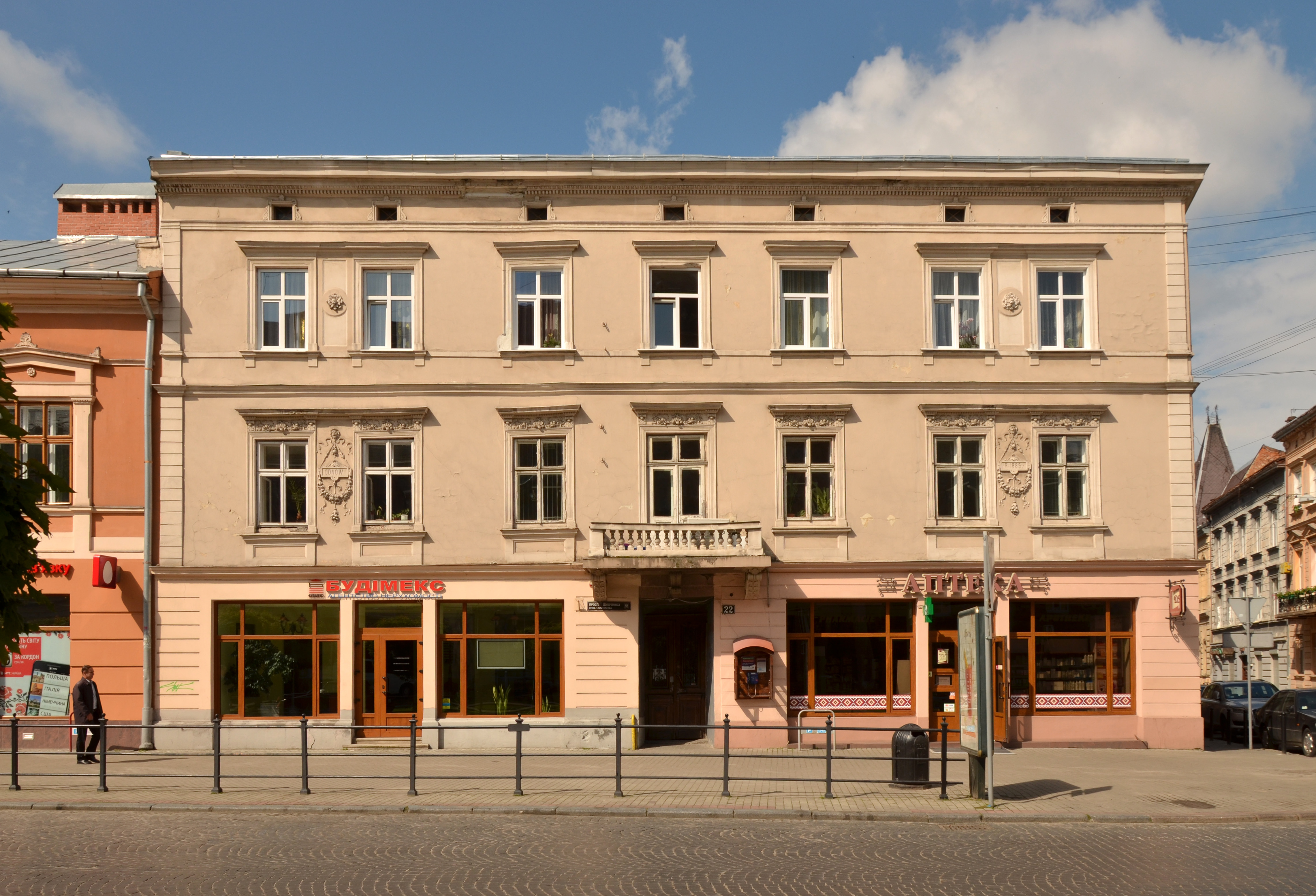
Дім на проспекті Шевченка, 22
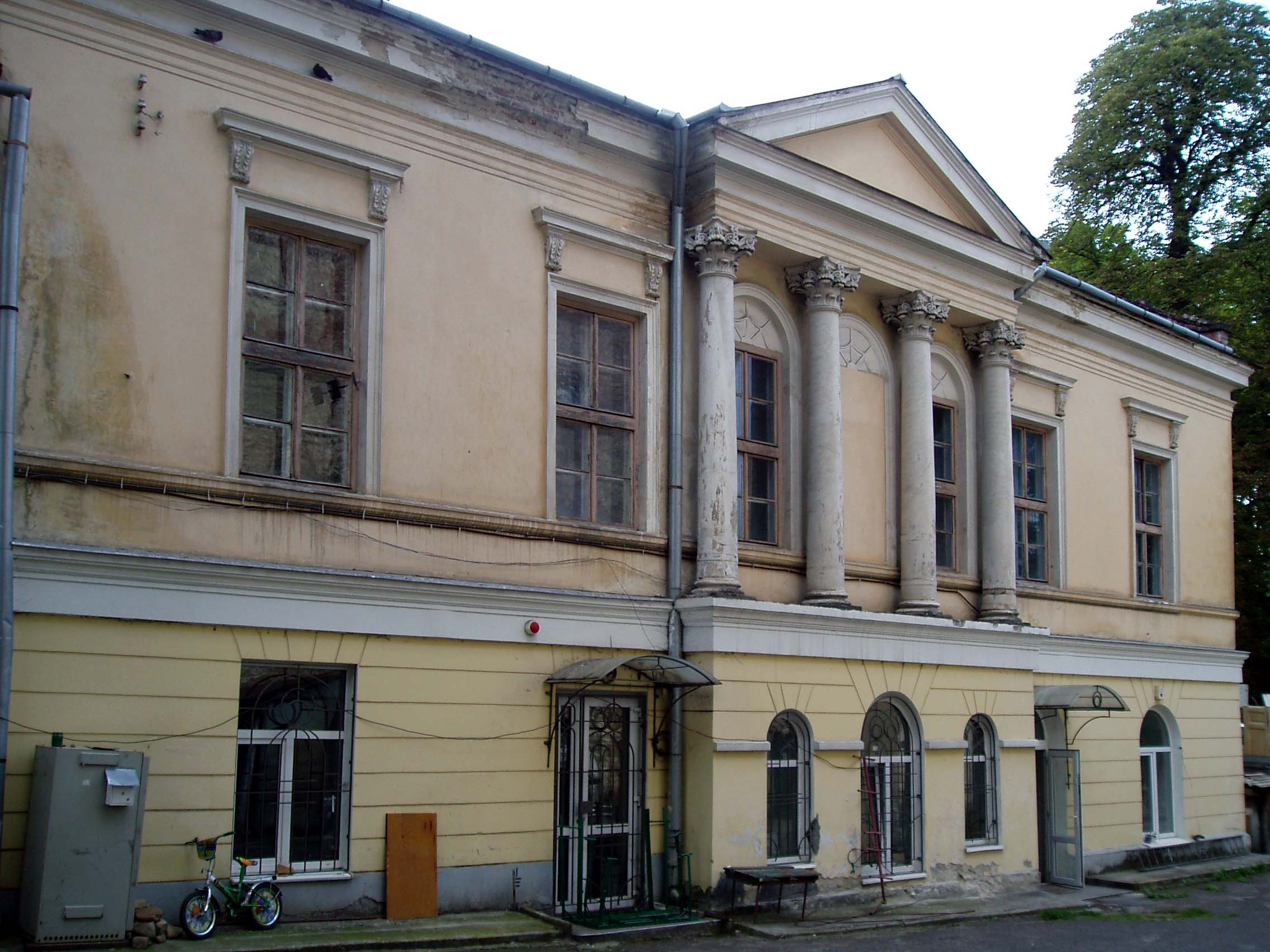
Дім на Листопадового чину, 28